# Le Grand Élan
Pour plus de détails, voir Fiche technique et Distribution.
Le Grand Élan est un  film français réalisé par Christian-Jaque en 1939 et sorti en 1940.

## Synopsis
Un propriétaire de palace tente de racheter à bas prix une auberge en faillite tenue par Justin, l'oncle du jeune Michel. Mais ce dernier gagne un concours de ski…

## Fiche technique
- Réalisation : Christian-Jaque
- Scénario : Max Kolpé, d'après une histoire de Fred Schiller
- Dialogues : Michel Duran
- Chef opérateur : Albert Benitz, André Germain, Otto Heller, Adrien Porchet, Alain Renoir, Georges Tairrez
- Musique : Paul Dessau, Josef Niessen
- Décors : James Allan, Robert Gys
- Son : Joseph de Bretagne
- Format :  Noir et blanc - 1,37:1 - 35 mm - Son mono
- Production : Harry R. Sokal
- Genre : Comédie
- Durée : 84 minutes
- Date de sortie : France : 14 décembre 1940

## Distribution
- Max Dearly : Barsac
- Wissia-Dnia : Hélène
- Fernand Charpin : Oncle Justin
- Mila Parély : Nicole
- Henri Presles : Michel
- Assia Granatouroff : Ginette
- Jean Tissier : le président de la ligue contre le bruit
- Maurice Baquet : Boulot
- Madeleine Suffel : Mlle Fleuriot
- Marcel Mouloudji : Pierrot
- Louis Agnel
- Georges Gosset